# Ахмадуллина, Алёна Асфировна
Алёна Асфировна Ахмадуллина (род. 5 июня 1978, Сосновый Бор, Ленинградская область) — российский дизайнер, создательница бренда Alena Akhmadullina, второй линии одежды в среднем ценовом сегменте Dreams by Alena Akhmadullina, креативный директор Торгового дома «Хохлома».

## Биография

### Образование
В детстве занималась биатлоном и училась в художественной школе. Профессиональное образование получила в Санкт-Петербургском государственном университете технологии и дизайна, поступив в 1995 году на факультет дизайна одежды.

### Начало карьеры
В 2001 году основала бренд Alena Akhmadullina, в апреле 2001 года на Russian Fashion Week была представлена первая коллекция Pret-a-porte.
Осенью 2005 года в рамках Недели моды в Париже Алёна Ахмадуллина представила коллекцию, созданную по мотивам сказки Корнея Чуковского «Муха Цокотуха». Были показаны меховые пальто, узкие брюки, приталенные жакеты, платья-рубашки и макси-платья, мини-юбки.

### Награды и достижения
Является победителем конкурса «Адмиралтейская игла-2000», призёром национального международного конкурса «Международная премия дизайна Smirnoff» и «Русский Силуэт» (1999—2000), обладателем призов в номинациях «Золотая вешалка» на конкурсе «Платье года-2000». «Модный дизайнер» по версии премии «Женщина года Glamour» (2006), «Вектор моды» по версии Elle Style Awards (2008) и др.

### Коллаборации и специальные проекты
2010 год: создание костюмов для участников Церемонии закрытия Олимпийских игр в Ванкувере.
2015 год: разработка костюмов для празднования 80-летия российской художественной гимнастики.
15 февраля в Санкт-Петербурге состоялось празднование 80-летия российской художественной гимнастики, в честь которого было организовано шоу-спектакль с участием сборной России по художественной гимнастике под руководством Ирины Винер, золотых и серебряных олимпийских медалисток. Бренд Alena Akhmadullina разработал костюмы для участниц спектакля. Темы женственности и естественной красоты были воплощены в авторских принтах в виде березовых листьев, веток вербы, бутонов, цветов и ольховых «сережек», а также в цветовой гамме, соответствующей четырём стихиям — воде, земле, огню и воздуху.
2016 год: коллаборация с российским брендом «Эконика», а также создание специальной коллекции Alena Akhmadullina for Barbie.
- В 2016 году в преддверии Нового года специально для шоу Cirque du Soleil Joel[6] в Концертном зале «Барвиха Luxury Village» бренд Alena Akhmadullina разработал более 40 образов для артистов.

2017 год:
- Алена Ахмадуллина создала костюмы для героини Алисы Фрейндлих в фильме Валерия Тодоровского «Большой»;

- разработаны костюмы для выхода победительниц конкурса «Мисс Россия» на Церемонии открытия Кубка Конфедераций в Санкт-Петербурге;
- запуск второй линии Akhmadullina Dreams.

Akhmadullina Dreams — вторая линия дизайнера Алены Ахмадуллиной в среднем ценовом сегменте. Основная идея Akhmadullina Dreams отражена в самом названии — это исполнение мечты о красивой одежде, которую может позволить себе любая женщина.
«Я всегда любила мечтать, и одним из моих желаний было создание красивых вещей, доступных каждой девушке. Так для всех мечтательниц появился бренд Akhmadullina Dreams», — рассказывает Алена Ахмадуллина.
2018 год: лимитированная кутюрная коллекция платьев Alena Akhmadullina по мотивам волшебного приключения Disney «Щелкунчик и четыре королевства».
Вдохновившись фильмом, бренд Alena Akhmadullina разработал кутюрную коллекцию, в основу которой легли образы королевств, через которые проходит главная героиня — Клара. Так появилось 12 платьев: по три платья для торжественных приемов в каждом из четырёх волшебных миров.
2019 год: коллаборация с мультибрендовым ритейлером «Снежная королева»
2020 год: запуск первой 3D капсулы и начало продажи 3D одежды.
В период карантина 2020 года бренд Alena Akhmadullina начал прорабатывать направление 3D одежды. В первую 3D капсулу вошли 5 луков, которые представила виртуальная модель Алиона Пол. Основной концепцией стал образ одежды будущего: русские культурные коды — в данном случае мотивы дымковской игрушки — в сочетании с высокотехнологичными тканями.
В июне 2020 бренд приступил к разработке коммерческой коллекции виртуальной одежды для своего онлайн-бутика. Для неё были отобраны бестселлеры бренда, переработанные в актуальных фактурах и цветах.
В 2020 году бренд произвёл ребрендинг: название поменялось на AKHMADULLINA, произошла смена логотипа и появился фирменный знак в виде русского кокошника.
В 2021 AKHMADULLINA отметила своё 20-летие первой в истории бренда онлайн-презентацией 3D коллекции.
В основу юбилейной коллекции AKHMADULLINA положен образ дымковской игрушки: яркие цвета, гипертрофированные объёмы и сложные детали контрастируют с пустынным пространством планеты. Традиции народных промыслов переосмыслены в выдутых формах платьев-пуховиков, гигантских стеганых кокошниках, кутюрных платках.„“